# FN FNC
FN FNC (Fabrique Nationale Carabine) är en automatkarbin designad av Fabrique Nationale de Herstal under mitten av 1970-talet. Vapnet är baserad på en tidigare misslyckad version av Carabine Automatique Legere. FNC:s design är baserad på egenskaper från andra kända vapen som FAL, AK-47, M16 och Galil.

## Design
Som många moderna automatvapen så använder FNC kalibern 5,56 × 45 mm NATO. Den använder löstagbara 30-skottsmagasin och kan också använda STANAG-magasin som används i bland annat M16-serien. Invärtes så lånar FNC mycket från AK-47 men några förbättringar från den sovjetiska originaldesignen.

## Användning
FNC används som standardvapen av Belgiens försvarsmakt. Licensbyggen av FNC har även sålts till Sverige som Bofors Ak 5 och till Indonesien som Pindad SS-1. FNC har även sålts till Nigeria och Venezuela.

## Licensierade kopior
- Ak 5, svensk (med modifikationer)
- SS-1, indonesisk